# 李錫齡
李錫齡，貴州省貴陽府人，清朝政治人物、進士出身。
光緒十二年（1886年）丙戌科進士，二甲七十名，同年五月，授內閣中書。后官至雲南箇舊同知。